# 底座
底座又稱基座，是塑像、花瓶以及建筑中的柱子等物體中用來支撐和固定自己的部位，它一般位於物體的底部。對於建築物來說，底座的最小高度通常要有45厘米高 。

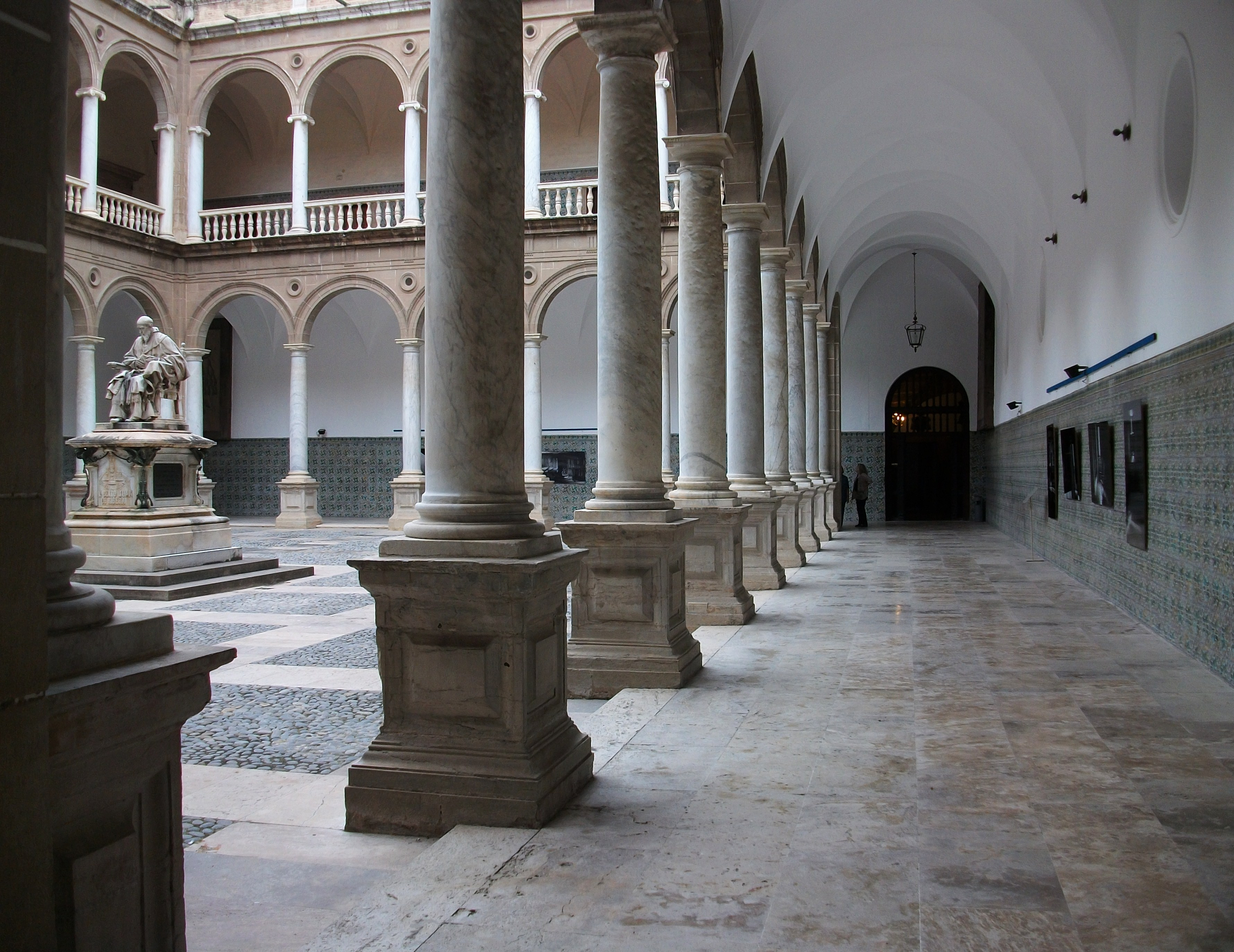
巴伦西亚一個道院，其中的柱廊帶有底座